# Liste de journaux en Italie
Voici une liste de journaux publiés en Italie :

## Les journaux

### Diffusion nationale
| Journaux                    | Tirage  | Diffusion papier | Diffusion numérique | Diffusion totale |
| --------------------------- | ------- | ---------------- | ------------------- | ---------------- |
| Corriere della Sera         | 472 883 | 368 981          | 95 447              | 464 428          |
| La Repubblica               | 455 672 | 323 525          | 58 709              | 382 234          |
| Il Sole 24 Ore              | 257 305 | 200 155          | 115 366             | 315 521          |
| La Gazzetta dello Sport     | 297 867 | 203 516          | 21 042              | 224 558          |
| La Stampa                   | 299 049 | 214 461          | 7 198               | 221 659          |
| Il Messaggero               | 190 624 | 137 678          | 4 510               | 142 188          |
| QN - Il Resto del Carlino   | 161 236 | 122 513          | 1 234               | 123 747          |
| Corriere dello Sport-Stadio | 238 327 | 121 128          | 1 272               | 122 400          |
| Il Giornale                 | 185 530 | 103 658          | 2 115               | 105 773          |
| Avvenire                    | 142 976 | 103 985          | 1 578               | 105 563          |
| QN - La Nazione             | 132 331 | 98 812           | 1 094               | 99 906           |
| Tuttosport                  | 172 033 | 94 970           | 818                 | 95 788           |
| Libero                      | 135 512 | 75 301           | 886                 | 76 187           |
| Italia Oggi (it)            | 98 366  | 54 166           | 18 157              | 72 323           |
| Il Gazzettino               | 85 349  | 66 163           | 4 276               | 70 439           |
| Il Fatto Quotidiano         | 109 698 | 50 763           | 13 621              | 64 384           |
| Il Secolo XIX               | 75 031  | 57 068           | 1 208               | 58 276           |
| Il Tirreno                  | 73 116  | 56 639           | 1 539               | 58 178           |
| Il Mattino                  | 68 848  | 50 946           | 2 429               | 53 375           |
| QN - il Giorno              | 75 687  | 50 597           | 232                 | 50 829           |

### Diffusion locale
| Journaux                        | Région                            | Diffusion moyenne |
| ------------------------------- | --------------------------------- | ----------------- |
| Dolomiten                       | Trentin-Haut-Adige                | 50 682            |
| Alto Adige                      | Trentin-Haut-Adige                | 28 701            |
| L'Adige (it)                    | Trentin-Haut-Adige                | 25 004            |
| Il Giorno                       | Lombardie                         | 57 525            |
| La Provincia                    | Lombardie                         | 38 468            |
| La Provincia (di Cremona) (it)  | Lombardie                         | 20 980            |
| La Provincia Pavese             | Lombardie                         | 19 376            |
| La Gazzetta di Mantova          | Lombardie                         | 29 332            |
| l'Eco di Bergamo                | Lombardie                         | 49 531            |
| Giornale di Brescia (it)        | Lombardie                         | 42 801            |
| Bresciaoggi                     | Lombardie                         | 20 927            |
| L'Arena (Vérone)                | Vénétie                           | 44 258            |
| Il Giornale di Vicenza (it)     | Vénétie                           | 39 356            |
| Il Gazzettino (Venise)          | Vénétie                           | 80 541            |
| La Nuova di Venezia e Mestre    | Vénétie                           | 10 220            |
| Il Mattino di Padova            | Vénétie                           | 27 657            |
| La Tribuna di Treviso           | Vénétie                           | 16 552            |
| Messaggero Veneto               | Frioul-Vénétie Julienne           | 48 251            |
| Il Piccolo (Trieste)            | Frioul-Vénétie Julienne           | 35 971            |
| Libertà                         | Émilie-Romagne                    | 27 087            |
| La Gazzetta di Parma (it)       | Émilie-Romagne                    | 38 670            |
| Gazzetta di Reggio              | Émilie-Romagne                    | 12 019            |
| La Gazzetta di Modena (it)      | Émilie-Romagne                    | 9 767             |
| Il Resto del Carlino            | Émilie-Romagne, Marches, Vénétie  | 141 294           |
| La Nuova Ferrara                | Émilie-Romagne                    | 9 575             |
| Il Secolo XIX                   | Ligurie                           | 73 677            |
| Corriere Mercantile (it)        | Ligurie                           | 8 605             |
| La Nazione                      | Toscane, Ombrie, Ligurie          | 112 557           |
| Il Tirreno                      | Toscane                           | 73 811            |
| Corriere dell'Umbria            | Ombrie, Toscane, Latium           | 16 271            |
| Corriere Adriatico (it)         | Marches                           | 17 536            |
| Il Centro                       | Abruzzes                          | 22 230            |
| Il Messaggero                   | Latium, Ombrie, Marches, Abruzzes | 191 078           |
| Il Tempo                        | Latium, Abruzzes, Molise          | 39 606            |
| Il Mattino                      | Campanie                          | 71 926            |
| La Gazzetta del Mezzogiorno     | Pouilles                          | 36 067            |
| Il Quotidiano (it)              | Calabre                           | 11 891            |
| Nuovo Quotidiano di Puglia (it) | Pouilles                          | 18 425            |
| Gazzetta del Sud                | Calabre, Sicile                   | 18 425            |
| La Sicilia                      | Sicile                            | 50 887            |
| Il Giornale di Sicilia          | Sicile                            | 60 159            |
| Quotidiano di Sicilia           | Sicile                            | 12 448            |
| L'Unione Sarda                  | Sardaigne                         | 59 361            |
| La Nuova Sardegna               | Sardaigne                         | 52 965            |

### Journaux de partis politiques
Sur papier et en ligne
- Europa (it) par le parti démocrate ;
- La Padania par la Ligue du Nord ;
- L'Unità par le PCI, le PDS et le DS.

Uniquement publié en ligne
- Avanti! par l'ancien Parti socialiste italien ;
- Liberazione par le Parti de la refondation communiste ;
- Secolo d'Italia par l'Alliance nationale.

### Journaux à distribution gratuite
Voici des journaux distribués gratuitement :
- Metro
- Leggo
- City (it)
- DNews (it)
- QuotidianoGiovani